# Roberto Abugattás
Roberto Nicolás Abugattás Aboid (Mollendo, 17 de enero de 1943-Lima, 10 de enero de 2024) fue un saltador de altura peruano, cuatro veces campeón sudamericano de atletismo y cinco veces campeón bolivariano. Compitió en los Juegos Olímpicos de verano de 1964 y 1968.

## Carrera deportiva
En 2011 fue Campeón Mundial de Master en Salto de altura.
Ese mismo año el Congreso del Perú le otorgó la Medalla de Honor en el Grado de Gran Cruz por sus méritos deportivos.
Durante la Ceremonia de inauguración de los Juegos Panamericanos de Lima 2019 tuvo el honor, junto a otros destacados deportistas históricos del deporte peruano, de llevar la bandera de Panam Sports.
Fue imagen de Entel, durante el confinamiento por la pandemia de COVID-19.

## Trayectoria política
De 1993 a 1995, se desempeñó como alcalde del Distrito de La Molina.